# Station Drunenschedijk
Station Drunenschedijk Dijk, tot 1911 Baardwijksche Overlaat geheten, is een voormalige stopplaats aan de Langstraatspoorlijn. De stopplaats werd geopend op 1 juni 1888 en gesloten op 15 mei 1926. Het stationsgebouw bestaat nog steeds en is in gebruik als woonhuis. Het gebouw is te vinden aan de Eindstraat in Drunen naast een fietsbrug, dat de oude spoorlijn volgt.